# Kirschsteiniothelia maritima
Kirschsteiniothelia maritima är en lavart som först beskrevs av Linder, och fick sitt nu gällande namn av David Leslie Hawksworth 1985. Enligt Catalogue of Life ingår Kirschsteiniothelia maritima i släktet Kirschsteiniothelia, klassen Dothideomycetes, divisionen sporsäcksvampar och riket svampar, men enligt Dyntaxa är tillhörigheten istället släktet Kirschsteiniothelia, divisionen sporsäcksvampar och riket svampar. Arten är reproducerande i Sverige. Inga underarter finns listade i Catalogue of Life.